# Diablo II: Lord of Destruction
Diablo II: Lord of Destruction — доповнення до відеогри Diablo II, розроблене компанією Blizzard North і випущене компанією Blizzard Entertainment для Windows і Mac OS в червні 2001 році.
Сюжет Lord of Destruction продовжує події оригінальної гри. Баал, заволодівши Каменем душ, збирається помститися за братів і завоювати світ, діставшись до гори, на якій міститься Камінь світу. Проте група героїв стає свідками руйнувань та береться завадити планам Баала.

## Ігровий процес
Доповнення додало два класи персонажів — Друїда і Ассасина. Герої змогли носити одночасно по дві зброї, які можна змінити в бою. Найманці отримали набирання досвіду та зростання за рівнями, власний інвентар, як і в головних героїв. Найманцеві можна видати екіпіровку та швидко лікувати власними зіллями. Загиблого найманця можливо воскресити без втрати його інвентаря за окрему плату у «торговця найманцями» в будь-якому місті.
Роздільна здатність гри збільшилася до 800x600. На рівнях додалися інтерактивні елементи, такі як катапульти, фортифікації, і облогові вежі.
Набір екіпіровки й інших предметів значно розширився, включаючи ті, які може використовувати лише конкретний клас персонажа. Ще одне нововведення — чарми (англ. charms) і руни. Чарми — це спеціальні обереги, які зберігаються в інвентарі і за властивостями аналогічні до кілець або амулетів. Руни — це камені, які можна вставляти в предмети для поліпшення їх властивостей. З рун складаються «рунічні слова», що дають предмету якості, яких не дають ці руни поокремо. До Хорадричного куба було додано кілька нових рецептів, які використовують інгредієнти, доступні і в оригінальній Diablo II (але працюють лише в доповненні).

## Сюжет
Ще бувши ув'язненим в тілі Тал Раші, великого мага Горадрима, Баал отримав його знання про Камінь світу, який розділяє Рай і Пекло. Отримавши Камінь душ у фіналі Diablo II, Баал вирушив у землі варварів, де цей камінь схований на горі Арреат. Дорогою до гори сили Баала беруть в облогу місто Гаррогат (англ. Harrogath). Всі його старійшини, крім Нілатака, жертвують собою, щоб блокувати підступи демонів. Баал рухається далі в напрямку до вершини Арреата. Тим часом в місто прибувають герої, котрі беруться переслідувати Баала.
На вершині гори Арреат шлях перепиняють Древні — варвари Корлік, Мадавк і Талік, які були обрані нефелемами (дітьми янголів і демонів) охороняти гору. Пропустити вони можуть тільки тих, хто володіє Реліквією Древніх. З'ясовується, що Баал виміняв цю реліквію у Нілатака в обмін на безпеку Гаррогату.
Героям доводиться битися з Древніми, котрі визнають їх гідними та пропускають далі. Після цього вони ступають у сховище Каменя світу (англ. Worldstone). Баал збирається використати Камінь, щоб перетворити світ на свій розсуд, але герої встигають його подолати. З'являється Тіраель і забезпечує героям безпечне повернення назад до Гаррогату. Проте Камінь вже зіпсований, тому Тіраель руйнує його своїм мечем. Внаслідок цього світ Санктуарій стає доступний для повномасштабного вторгнення як із Небес, так і з Пекла.
Подальші події показані в грі Diablo III та розгортаються через 20 років після руйнування Каменя світу.

## Музика
Партитура Diablo II: Lord of Destruction була записана в Братиславі, Словаччина, з Симфонічним оркестром Словацького радіо. Диригував сесіями Кірк Тревор з Ноксвільського симфонічного оркестру. Музика для нього була написана у вересні 2000 року, це був перший раз, коли Метт Вельмен працював з оркестром. Оркестрова сесія для Словаччини відбулася у січні 2001 року.

## Оцінки й відгуки
| Агрегатор  | Оцінка |
| ---------- | ------ |
| Metacritic | 87/100 |

| Видання                 | Оцінка         |
| ----------------------- | -------------- |
| Computer Games Magazine | [ 4 ]          |
| Computer Gaming World   | [ 5 ]          |
| Game Informer           | 7.25 out of 10 |
| PC Format               | 77 %           |
| PC Gamer (США)          | 75 %           |
| PC Zone                 | 83/100         |

Доповнення Lord of Destruction отримало «загалом схвальні» відгуки критиків на агрегаторі Metacritic.
За рецензією PC Gamer, гравців у Diablo зазвичай більше хвилюють нові унікальні предмети, спеціалізації класів і випробування різних дерев навичок, і Lord of Destruction дає саме це. При цьому шість завдань додаткового сюжетного акту — це зовсім небагато, до того ж один макет карти використовується двічі. Битва з Баалом крім того не така складна, як цього слід було б очікувати від такого значного персонажа.
PC Zone було зазначено, що доповнення збалансувало наявні класи персонажів, але два нових класи найцікавіші.
Game Informer загалом було схвалено нововведення з коментарем, що найважливішими серед нових функцій є два класи персонажів і новий акт, у якому можна почати пригоди після перемоги над Диябло. Проте цього замало, щоб зацікавити затятих гравців і Lord of Destruction радше можна порекомендувати новим гравцям.